# Langadu
Langadu är ett underdistrikt i Bangladesh. Det ligger i den sydöstra delen av landet, 200 km öster om huvudstaden Dhaka. Langadu ligger vid sjöarna  Karnaphuli Dam Reservoir och Karnaphuli Dam Reservoir.
Trakten runt Langadu består huvudsakligen av våtmarker. Runt Langadu är det ganska tätbefolkat, med 248 invånare per kvadratkilometer.